# Maicol Scuttari
Maicol Scuttari (Bolzano, 7 gennaio 1991) è un tuffatore italiano.

## Biografia
Il suo miglior risultato a livello giovanile lo ottiene nel 2006 a Palma di Maiorca ai Campionati europei giovanili di nuoto piazzandosi in terza posizione del trampolino da 3 metri.
Nel 2011 è stato convocato ai Campionati europei di tuffi di Torino 2011 dove è stato schierato quale rappresentante maschile nel team event, nella piattaforma 10m e nella piattaforma 10m sincro. Nella competizione mista, assieme a Tania Cagnotto, ha ottenuto il quinto posto alle spalle della coppia tedesca composta da Nora Subschinski e Sascha Klein. Nel concorso dalla piattaforma 10m si è qualificato per la finale grazie ad un nono posto nel turno qualificatorio. Ha poi concluso la gara all'undicesimo posto avanti a Mattia Placidi. Infine, ha gareggiato nella piattaforma 10m sincro con il compagno di nazionale Maicol Verzotto concludendo al quinto ed ultimo posto, alle spalle della coppia bielorussa Cimafej Hardzejčyk-Vadzim Kaptur.

## Palmarès
- Europei Juniores
  - 2006 - Palma di Maiorca: bronzo nel trampolino 3m.